# Station Ostrava hlavní nádraží
Ostrava hlavní nádraží (Nederlands: Ostrava Hoofdstation, vaak afgekort tot Ostrava hl.n.) is een groot spoorwegstation in de Tsjechische stad Ostrava. Het station is een internationaal knooppunt voor treinen uit onder andere Polen en Slowakije. De eerste trein is op 1 mei 1847 in Ostrava aangekomen.

## Verbindingen
Vanaf Ostrava hlavní nádraží vertrekt zowel internationaal als nationaal treinverkeer. Zo zijn er nachtverbindingen van Praag naar Warschau en Krakau via Ostrava.
De volgende spoorlijnen lopen vanaf, naar of via station Ostrava hlavní nádraží:
- lijn 270: Česká Třebová - Bohumín
- lijn 321: Opava východ – Český Těšín
- lijn 323: Ostrava - Valašské Meziříčí
- Báňská dráha: Ostrava - Doubrava

Česká Třebová ↔ Třebovice v Čechách ↔ Rudoltice v Čechách ↔ Lukavá u Rudoltic v Čechách ↔ Žichlínek ↔ Krasíkov ↔ Tatenice ↔ Holštejn ↔ Lupěné ↔ Zábřeh na Moravě ↔ Lukavice na Moravě ↔ Mohelnice ↔ Moravičany ↔ Červenka ↔ Střeň ↔ Štěpánov ↔ Olomouc hlavní nádraží ↔ Grygov ↔ Brodek u Přerova ↔ Rokytnice u Přerova ↔ Přerov ↔ Prosenice ↔ Osek nad Bečvou ↔ Lipník nad Bečvou ↔ Drahotuše ↔ Hranice na Moravě ↔ Bělotín ↔ Polom ↔ Jeseník nad Odrou ↔ Suchdol nad Odrou ↔ Hladké Životice · Mošnov, Ostrava Airport ↔ Studénka ↔ Jistebník ↔ Polanka nad Odrou ↔ Ostrava-Svinov ↔ Ostrava-Mariánské Hory ↔ Ostrava hlavní nádraží ↔ Ostrava-Hrušov ↔ Bohumín